# Station Probstzella
Station Probstzella is een spoorwegstation in de Duitse plaats Probstzella.